# Scottish Open (snooker)
Lo Scottish Open è un torneo professionistico di snooker, valido per il Ranking, che si è disputato dal 1998 al 2002 ad Aberdeen, nel 2003 ad Edimburgo, nel 2012 a Motherwell, dal 2016 al 2019 a Glasgow, in Scozia, nel 2020 a Milton Keynes, in Inghilterra e nel 2021 a Llandudno, in Galles.

## Storia
Lo Scottish Open prende il posto dell'International Open nel 1998.
La prima edizione fu disputata ad Aberdeen e a vincerla fu Ronnie O'Sullivan contro il giocatore di casa John Higgins.
La finale del 1999 vide i due scozzesi Stephen Hendry e Graeme Dott al testa a testa e quest'ultimo perse 9-1.
Nel 2003 lo Scottish Open fu giocato ad Edimburgo, dopo di che cambiò nome l'anno dopo in Players Championship. Il torneo tornò poi nel 2012 a Motherwell come Minor-Ranking e dal 2016 fa parte del Home Nations Series, ovvero è uno dei quattro tornei che ogni anno si disputano nei quattro paesi del Regno Unito: (Inghilterra, Scozia, Galles e Irlanda del Nord).
Le quattro edizioni disputate a Glasgow sono state vinte da Marco Fu, Neil Robertson, Mark Allen e Mark Selby.

## Albo d'oro
| Edizione      | Vincitore         | Finalista         | Risultato     | Stagione              | Città         | Impianto                                  | Tipologia     | Note   |
| ------------- | ----------------- | ----------------- | ------------- | --------------------- | ------------- | ----------------------------------------- | ------------- | ------ |
| 1998          | Ronnie O'Sullivan | John Higgins      | 9 - 5         | 1997-1998             | Aberdeen      | Aberdeen Exhibition and Conference Centre | Ranking       | [ 2 ]  |
| 1999          | Stephen Hendry    | Graeme Dott       | 9 - 1         | 1998-1999             | Aberdeen      | Aberdeen Exhibition and Conference Centre | Ranking       | [ 3 ]  |
| 2000          | Ronnie O'Sullivan | Mark Williams     | 9 - 1         | 1999-2000             | Aberdeen      | Aberdeen Exhibition and Conference Centre | Ranking       | [ 4 ]  |
| 2001          | Peter Ebdon       | Ken Doherty       | 9 - 7         | 2000-2001             | Aberdeen      | Aberdeen Exhibition and Conference Centre | Ranking       | [ 5 ]  |
| 2002          | Stephen Lee       | David Gray        | 9 - 2         | 2001-2002             | Aberdeen      | Aberdeen Exhibition and Conference Centre | Ranking       | [ 6 ]  |
| 2003          | David Gray        | Mark Selby        | 9 - 7         | 2002-2003             | Edimburgo     | Royal Highland Centre                     | Ranking       | [ 7 ]  |
| Non disputato | Non disputato     | Non disputato     | Non disputato | 2003-2004 - 2011-2012 |               |                                           |               |        |
| 2012          | Ding Junhui       | Anthony McGill    | 4 - 2         | 2012-2013             | Motherwell    | Ravenscraig Regional Sports Facility      | Minor-Ranking | [ 8 ]  |
| Non disputato | Non disputato     | Non disputato     | Non disputato | 2013-2014 - 2015-2016 |               |                                           |               |        |
| 2016          | Marco Fu          | John Higgins      | 9 - 4         | 2016-2017             | Glasgow       | Emirates Arena                            | Ranking       | [ 9 ]  |
| 2017          | Neil Robertson    | Cao Yupeng        | 9 - 8         | 2017-2018             | Glasgow       | Emirates Arena                            | Ranking       | [ 10 ] |
| 2018          | Mark Allen        | Shaun Murphy      | 9 - 7         | 2018-2019             | Glasgow       | Emirates Arena                            | Ranking       | [ 11 ] |
| 2019          | Mark Selby        | Jack Lisowski     | 9 - 6         | 2019-2020             | Glasgow       | Emirates Arena                            | Ranking       | [ 12 ] |
| 2020          | Mark Selby        | Ronnie O'Sullivan | 9 - 3         | 2020-2021             | Milton Keynes | Marshall Arena                            | Ranking       | [ 13 ] |
| 2021          | Luca Brecel       | John Higgins      | 9 - 5         | 2021-2022             | Llandudno     | Venue Cymru                               | Ranking       | [ 14 ] |
| 2022          | Gary Wilson       | Joe O'Connor      | 9 – 2         | 2022-2023             | Edimburgo     | Meadowbank Sports Centre                  | Ranking       |        |
| 2023          | Gary Wilson       | Noppon Saengkham  | 9 – 5         | 2023-2024             | Edimburgo     | Meadowbank Sports Centre                  | Ranking       |        |

## Statistiche

### Finalisti
| Giocatore         | Vittorie | Finali perse | Totale |
| ----------------- | -------- | ------------ | ------ |
| Ronnie O'Sullivan | 2        | 1            | 3      |
| Mark Selby        | 2        | 0            | 2      |
| Gary Wilson       | 2        | 0            | 2      |
| David Gray        | 1        | 1            | 2      |
| Stephen Hendry    | 1        | 0            | 1      |
| Peter Ebdon       | 1        | 0            | 1      |
| Stephen Lee       | 1        | 0            | 1      |
| Ding Junhui       | 1        | 0            | 1      |
| Marco Fu          | 1        | 0            | 1      |
| Neil Robertson    | 1        | 0            | 1      |
| Mark Allen        | 1        | 0            | 1      |
| Luca Brecel       | 1        | 0            | 1      |
| Graeme Dott       | 0        | 1            | 1      |
| Mark Williams     | 0        | 1            | 1      |
| Ken Doherty       | 0        | 1            | 1      |
| Mark Selby        | 0        | 1            | 1      |
| Anthony McGill    | 0        | 1            | 1      |
| Cao Yupeng        | 0        | 1            | 1      |
| Shaun Murphy      | 0        | 1            | 1      |
| Jack Lisowski     | 0        | 1            | 1      |
| Noppon Saengkham  | 0        | 1            | 1      |
| John Higgins      | 0        | 3            | 3      |

### Finalisti per nazione
| Nazione          | Vittorie | Finali perse | Totale |
| ---------------- | -------- | ------------ | ------ |
| Inghilterra      | 8        | 5            | 13     |
| Scozia           | 1        | 5            | 6      |
| Cina             | 1        | 1            | 2      |
| Hong Kong        | 1        | 0            | 1      |
| Australia        | 1        | 0            | 1      |
| Irlanda del Nord | 1        | 0            | 1      |
| Belgio           | 1        | 0            | 1      |
| Galles           | 0        | 1            | 1      |
| Irlanda          | 0        | 1            | 1      |
| Thailandia       | 0        | 1            | 1      |

- Vincitore più giovane: Ronnie O'Sullivan (23 anni, 1998)
- Vincitore più anziano: Marco Fu (38 anni, 2016)

### Century break
| Edizione | Century break | Miglior break           | Century break (qualificazioni) | Century break (qualificazioni) |
| -------- | ------------- | ----------------------- | ------------------------------ | ------------------------------ |
| 1998     | 29            | Tony Drago (140)        |                                |                                |
| 1999     | 35            | Rod Lawler (142)        | 9                              | Ian McCulloch (140)            |
| 2000     | 26            | Ronnie O'Sullivan (147) | 9                              | Stephen Maguire (147)          |
| 2001     | 15            | John Higgins (141)      | 7                              | Munraj Pal (141)               |
| 2002     | 14            | Jimmy White (137)       | 20                             | Mark Gray (145)                |
| 2003     | 18            | Ali Carter (142)        | 23                             | Stuart Bingham (141)           |
| 2012     | 33            | Kurt Maflin (147)       | 2                              | Sam Harvey (103)               |
| 2016     | 66            | Marco Fu (142)          |                                |                                |
| 2017     | 73            | Cao Yupeng (147)        |                                |                                |
| 2018     | 70            | John Higgins (147)      |                                |                                |
| 2019     | 80            | Jack Lisowski (143)     |                                |                                |
| 2020     | 86            | Zhou Yuelong (147)      |                                |                                |
| 2021     | 39            | Fergal O'Brien (140)    | 36                             | Xiao Guodong (147)             |

### Maximum break
| N° | Giocatore         | Avversario        | Turno                         | Data              | Edizione | Note   |
| -- | ----------------- | ----------------- | ----------------------------- | ----------------- | -------- | ------ |
| 1  | Stephen Maguire   | Phaitoon Phonbun  | Qualificazioni                | 28 marzo 2000     | 2000     | [ 16 ] |
| 2  | Ronnie O'Sullivan | Quinten Hann      | Sedicesimi di finale          | 5 aprile 2000     | 2000     | [ 16 ] |
| 3  | Kurt Maflin       | Stuart Carrington | Sedicesimi di finale          | 14 dicembre 2012  | 2012     | [ 17 ] |
| 4  | Cao Yupeng        | Andrew Higginson  | Sessantaquattresimi di finale | 12 dicembre 2017  | 2017     | [ 18 ] |
| 5  | John Higgins      | Gerard Greene     | Trentaduesimi di finale       | 12 dicembre 2018  | 2018     | [ 19 ] |
| 6  | Zhou Yuelong      | Peter Lines       | Sessantaquattresimi di finale | 7 dicembre 2020   | 2020     | [ 20 ] |
| 7  | Xiao Guodong      | Fraser Patrick    | Qualificazioni                | 24 settembre 2021 | 2021     | [ 21 ] |

### Montepremi
| Edizione | Montepremi |
| -------- | ---------- |
| 1998     | £350000    |
| 1999     | £370000    |
| 2000     | £400000    |
| 2001     | £438050    |
| 2002     | £597200    |
| 2003     | £597200    |
| 2012     | €70616     |
| 2016     | £366000    |
| 2017     | £366000    |
| 2018     | £366000    |
| 2019     | £405000    |
| 2020     | £405000    |
| 2021     | £405000    |

### Sponsor
| Edizione | Sponsor        |
| -------- | -------------- |
| 1998     | Regal          |
| 1999     | Regal          |
| 2000     | Regal          |
| 2001     | Regal          |
| 2002     | Regal          |
| 2003     | Regal          |
| 2012     | Betfair        |
| 2016     | Coral          |
| 2017     | Dafabet        |
| 2018     | BetVictor      |
| 2019     | 19.com         |
| 2020     | Matchroom.Live |
| 2021     | BetVictor      |